# ミッション:インポッシブル
『ミッション: インポッシブル』（原題: Mission: Impossible）は、1996年のアメリカのアクションスパイ映画。監督はブライアン・デ・パルマ、脚本はデヴィッド・コープとロバート・タウンであり、主演のトム・クルーズがポーラ・ワグナーと共に製作を務める。テレビドラマシリーズ『スパイ大作戦』（1966年-1973年）とその続編『新スパイ大作戦』（1988年-1990年）のリブートであり、映画「ミッション: インポッシブル」シリーズの第1作目である。秘密諜報組織「IMF」に所属する若手スパイのイーサン・ハントが、内通者の罠によって濡れ衣を着せられ、真犯人を捜す。
クルーズ/ワグナー・プロダクションズ（1992年設立）の第1回作品であり、主演のトム・クルーズはこの作品で初めて映画プロデューサーに挑戦し、自ら監督を選んでいる。
1996年の興行成績で第3位となり、批評家からも概ね好意的な評価を得た。この成功によりシリーズ化され、2000年には続編の『M:I-2』が公開された。2023年には7作目、2025年には8作目の公開が予定されている。

## あらすじ
CIAの極秘諜報部隊 IMF（Impossible Missions Force、不可能作戦部隊）に所属するベテラン工作員のジム・フェルプスは、飛行機内で機内映画サービスに偽装したIMFの極秘指令を受け取る。それは、プラハのアメリカ大使館から東欧で活動するCIAの非公式工作員の名簿「ノックリスト (NOC)」を盗み出そうとしている大使館職員に対する防諜任務であった。
フェルプスは作戦を立案し、彼のチームによって作戦は実行される。だが、途中で謎の襲撃者によってフェルプスを含むチームのメンバーは次々と殺された上に、標的の大使館職員が殺害されリストも横取りされてしまう。この予期せぬ出来事により、チームの若手であるイーサン・ハントだけが生き残った。イーサンは、今回の任務の監督役であるCIAのキトリッジに連絡を取り援助を求め、作戦場所付近の店で会合する。しかし、店の様子に違和感を覚えたイーサンの鋭い指摘によって、キトリッジは任務がIMF内の裏切り者を見つけ出すための偽の任務であったこと、何者かに横取りされたリスト自体も偽物であったことを明かす。キトリッジは唯一生き残ったイーサンこそが裏切り者と断定し逮捕しようとしたが、イーサンは逃亡する。
プラハにあるIMFの隠れ家に戻ったイーサンは、身の潔白を証明するためチーム内の真犯人（内通者）と、彼が情報を売る相手であった「マックス」と呼ばれる武器商人を探り始める。電子メールなどを探ったイーサンは、内通者のコードネーム「ヨブ」と「マックス」のやり取りが聖書の一節を使ったものだと気づき、「マックス」にリストは偽物だというメールを送信する。そんな折、死んだと思われていた仲間でフェルプスの妻であるクレアが隠れ家に現れたことでイーサンは彼女を疑うが、弁明は筋が通っており、証拠もないため判断を保留。その後、メールの返信に従ってイーサンは「マックス」に会いに行くが、正体は初老の婦人であった。イーサンはリストが偽物だと証明した上で、自分なら本物の、さらに世界全体のノックが盗み出せること、そうしたならば1000万ドルの報酬とヨブの正体を明かすよう取引を持ちかけ、「マックス」は了承する。
アジトに戻ったイーサンは本物のノックリストをCIA本部から盗み出す計画を立て、イーサンは裏社会でも有名な一流ハッカーのルーサー・スティッケルを、クレアは元CIAの工作員でパイロットのフランツ・クリーガーを仲間に引き入れる。そしてイーサンらは世界最高峰のセキュリティを破り、見事にリストを盗み出すことに成功し、ロンドンへと逃亡する。
逃亡したイーサンを追う中で本物のリストを盗まれたキトリッジは、イーサンの母と叔父を麻薬密売の濡れ衣で逮捕し、イーサンが現れるように仕向ける。報道を見たイーサンは公衆電話からキトリッジに連絡を取り、そのやり方を非難し警告した上で、あえて自分がロンドンにいるとわかるように痕跡を残す。
電話を切ったイーサンは、死んだはずのフェルプスを見つけ驚く。フェルプスは撃たれたものの命をとりとめたと語り、キトリッジこそ内通者「ヨブ」だという。だが、イーサンは隠れ家にあった聖書の印からフェルプスこそが「ヨブ」であり、さらに持っていたナイフからクリーガーがメンバーを殺していった「ヨブ」の仲間だと見当をつけていた。しかし、クレアもその仲間かは確信がなかったためフェルプスとのやりとりは芝居でごまかし、イーサンは「マックス」に翌日のパリ行きの列車TGVの中で取引をすると連絡する。
翌日、食堂車でイーサンは「マックス」にこっそりとリストを渡す。しかしそれを放置するつもりはなく、協力するルーサーの手によって通信妨害を出し、彼女がデータを転送できないようにする。その上でイーサンはクレアに、「マックス」が金を置いた貨物車両に向かわせる。貨物車両にやってきたクレアの元にフェルプスが現れると、クレアはイーサンを殺さないように嘆願する。だが、このフェルプスはイーサンの変装であり、クレアも仲間だったと知ったイーサンはショックを受ける。そこに本物のフェルプスが現れ、拳銃で牽制して金を奪おうとするが、イーサンが持っていたメガネをかけると、そこに仕掛けていたカメラがキトリッジに映像を送信するもので、フェルプスの生存と裏切りがCIAにも明らかとなる。
フェルプスはクレアを撃ち殺してイーサンを殴り、その隙に列車の屋根へと逃げる。そこには逃亡を援助するためクリーガーがヘリコプターを操縦し近づいてきていた。追いかけたイーサンは、フェルプスを回収するためにヘリから垂らされたワイヤーを列車にくくりつけて離脱できないようにしてしまい、そのままヘリごと列車はトンネルへと入る。フェルプスを回収し離脱を試みるヘリであったが、イーサンはそのフロントに飛び移ると簡易爆弾を仕掛け、爆破と同時にクリーガーとフェルプスは死亡。爆発の反動でイーサンは列車へと戻る。
急停止した列車で、キトリッジは「マックス」を逮捕し、彼女は彼に交渉を持ちかける。一方、身の潔白を証明した上、マックスの逮捕にも貢献したイーサンとルーサーにキトリッジはIMFへの復職を認めるものの、イーサンは工作員を辞める旨をルーサーに告げ、自宅に帰るため飛行機に乗る。ところが、客室乗務員がイーサンに機内映画を見るように勧め、最初のフェルプス同様にイーサンが指令を受けることを予期させて物語は終わる。

## キャスト
| 役名                       | 俳優                             | 日本語吹替 | 日本語吹替                                          | 日本語吹替      |
| 役名                       | 俳優                             | ソフト版   | フジテレビ版                                        | テレビ朝日版    |
| -------------------------- | -------------------------------- | ---------- | --------------------------------------------------- | --------------- |
| イーサン・ハント           | トム・クルーズ                   | 鈴置洋孝   | 小杉十郎太                                          | 森川智之        |
| ジム・フェルプス           | ジョン・ヴォイト                 | 山野史人   | 羽佐間道夫                                          | 小林勝彦        |
| クレア                     | エマニュエル・ベアール           | 紗ゆり     | 日野由利加                                          | 渡辺美佐        |
| キトリッジ                 | ヘンリー・ツェニー               | 樋浦勉     | 小川真司                                            | 江原正士        |
| 指令の声（キトリッジ）     | ヘンリー・ツェニー               | 樋浦勉     | 大平透                                              | 江原正士        |
| クリーガー                 | ジャン・レノ                     | 池田勝     | 大塚明夫                                            | 佐々木勝彦      |
| ルーサー                   | ヴィング・レイムス               | 島香裕     | 島香裕                                              | 宝亀克寿        |
| サラ・デイヴィス           | クリスティン・スコット・トーマス | 滝沢久美子 | 幸田直子                                            | 佐藤しのぶ      |
| マックス                   | ヴァネッサ・レッドグレイヴ       | 翠準子     | 沢田敏子                                            | 沢田敏子        |
| ハンナ                     | インゲボルガ・ダクネイト         | 榎本智恵子 | 小林優子                                            | 内川藍維        |
| テレビのインタビュアー     | ジョン・マクラフラン             | 村松康雄   |                                                     | 稲葉実          |
| ウィリアム・ダンロー       | ロルフ・サクソン                 | 田原アルノ | 小室正幸                                            | 大川透          |
| 電車の車掌                 | デビッド・シュナイダー           | 田原アルノ |                                                     | 大川透          |
| マシアス                   | カレル・ドブリー                 | 神谷和夫   | 中田和宏                                            | 中田和宏 林和良 |
| マックスの手下             | アンドリアス・ウイスニウスキー   | なし       |                                                     | なし            |
| ニュースキャスター         | ボブ・フレンド                   | 村松康雄   | 西村知道                                            | 稲葉実          |
| フライトアテンダント       | アナベル・マリオン               | 榎本智恵子 | 榎本智恵子                                          | 榎本智恵子      |
| ゾジモフ                   | イオン・カラミトル               | 原語音声   |                                                     | 西村知道        |
| フランク・バーンズ         | デイル・ダイ                     | 塚田正昭   |                                                     | 中博史          |
| キトリッジの部下の検査員   | ネイサン・オズグッド             | 中博史     |                                                     | 西村知道        |
| アレクサンドル・ゴリツィン | マーセル・ユーレス               | 神谷和夫   |                                                     | 青山穣          |
| ジャック・ハーモン         | エミリオ・エステベス             | 荒川太郎   | 堀内賢雄                                            | 佐久田修        |
| ディナイドエリアの警備員   | リッコ・ロス                     | 菅原正志   |                                                     | 佐々木誠二      |
| CIAロビーの警備員          | リチャード・D・シャープ          | 菅原正志   |                                                     | 江川大輔        |
| 案内するCIA館内の警備員    | ランドール・ポール               | 荒川太郎   |                                                     | 佐々木誠二      |
| ローゼン                   | トビー・ヒンソン                 | 島香裕     |                                                     | 中博史          |
| その他                     | N/A                              |            | 中博史 秋元羊介 茶風林 高宮俊介 田中正彦 定岡小百合 |                 |

- ソフト版：1996年8月収録。機内上映に使用されたのち、1997年3月28日発売のVHSに初収録され、以降のメディアにも収録。
  - 各種配信にも使用。
- フジテレビ版：初回放送1999年10月9日『ゴールデン洋画劇場』
- テレビ朝日版：初回放送2003年3月16日『日曜洋画劇場』
  - 追加録音版：初回放送2011年12月18日『日曜洋画劇場』※正味105分

## スタッフ
- 監督 ブライアン・デ・パルマ
- 製作 トム・クルーズ、ポーラ・ワグナー
- 脚本 デヴィッド・コープ、ロバート・タウン
- 原案 デヴィッド・コープ、スティーヴン・ザイリアン
- 製作総指揮 ポール・ヒッチコック
- 撮影 スティーブン・Ｈ・ブラム
- プロダクション・デザイナー ノーマン・レイノルズ
- 編集 ポール・ハーシュ
- 特殊メイク効果 ロブ・ボッティン
- 視覚効果スーパーバイザー ジョン・ノール
- 衣装 ペニー・ローズ
- 音楽 ダニー・エルフマン
- “ミッション・インポッシブル・テーマ”作曲 ラロ・シフリン

### 日本語版
- 字幕翻訳：戸田奈津子

| -              | ソフト版           | フジテレビ版         | テレビ朝日版        |
| -------------- | ------------------ | -------------------- | ------------------- |
| 演出           | 伊達康将           | 伊達康将             | 伊達康将            |
| 翻訳           | 木原たけし         | 松崎広幸             | 松崎広幸 木原たけし |
| 調整           |                    | 荒井孝               | 栗林秀年            |
| 効果           | N/A                | リレーション         | サウンドボックス    |
| 録音           | 東北新社スタジオ   | オムニバス・ジャパン | スタジオザウルス    |
| プロデューサー |                    | 小笠原恵美子         | 梶淳                |
| 制作           | Paramount Pictures | フジテレビ           | テレビ朝日          |
| 制作           | 東北新社           |                      |                     |

## 作品解説
テレビシリーズで作戦のリーダーとして活躍したジム・フェルプスは、本作ではリーダーという立ち位置は同じながらチームを裏切る黒幕に変更された。また、俳優はテレビシリーズのピーター・グレイブスでなくジョン・ヴォイトが新たに演じている。
テレビシリーズとは、CIAとの連絡方法などが大幅に異なる。
オープニングテーマや映像の演出はテレビシリーズのものを踏襲している。ただし、続編の『M:i-2』や『M:i:III』、『ゴースト・プロトコル』ではオープニングテーマはそれぞれアレンジされている。『M:i-2』ではアップテンポな曲になっている。
音楽は当初アラン・シルヴェストリが起用され独自のテーマ曲を作曲し録音も終了していたが、ドラマのラロの曲を使用したかったトムの意向で降板させられ当時の妻だったニコール・キッドマンの推薦でダニー・エルフマンが起用された。ダニーが起用された時点で楽曲制作に与えられた期間は2週間しか無かったがダニーはラロの曲を織り交ぜながらも独自色を押し出す劇伴を完成させた。

## 評価

### オリジナルシリーズ関係者
最初のテレビシリーズ（1966-1973）のキャストメンバーの何人かは、本作に否定的な反応を示した。それらは、すべてジム・フェルプスというキャラクターの扱いが変更されたことが原因だった。
元のシリーズでフェルプスを演じたピーター・グレイブスは、「彼らが彼（ジョン・ヴォイト演じるキャラクター）をフェルプスと呼ぶ選択をしたことを残念に思う」と評し、「私（オリジナルのジム・フェルプス）を最初のシーンに登場させるか、私が『皆へ。私は引退してハワイに行く。ありがとう、さようなら。これからは君たちに任せる』という電報を送ったことにすれば、簡単にその問題を解決できたはずだ」と語っていた。
ローラン・ハンドを演じたマーティン・ランドーは、映画に対する不満を表明した。2009年10月のMTVのインタビューでは「初期の脚本では、チーム全体を1度に破壊するようなものだったので私は反対した。それは単なるアクション映画であり、『スパイ大作戦』ではなかった。『スパイ大作戦』は心理戦である。（オリジナルシリーズの）我々が参加する、しないのどちらが理想的であるかは関係ない」「自分のキャラクターを自殺させるボランティアなんてしたいかね？だから私は降りた。脚本はどちらも酷かったがね！」と述べている。
バーニー・コリアーを演じた俳優のグレッグ・モリスは、フェルプスのキャラクターの扱いでうんざりしていたと言われ、映画が終わる前に席を立った。

### 興行収益
1996年5月22日に3012の劇場で公開され、1991年公開の『ターミネーター2』の1170万ドルの記録を打ち破って、1180万ドルの興行収益を達成した。本作はまたアメリカでの他の記録も達成している。最初の6日間で7,500万ドルの収益を得て、『ジュラシックパーク』を上回り、4日間の戦没将兵追悼記念日の週末には5,600万ドル以上を得て『フリントストーン/モダン石器時代』の記録を破った。クルーズには、報酬の2000万ドルが繰り延べて支払われた。最終的に本作は北米で1億180万ドル、世界で2億7670万ドルとなり、世界で合計4億5760万ドルの収益をあげた。

### 批評家
本作は批評家からは賛否両論であった。Rotten Tomatoesでは62％で、平均評点は6/10。批判的な意見としては「ブライアン・デ・パルマによるスパイ大作戦の更改は特殊効果による大胆なシーンに溢れるが、プロットが複雑すぎる。」。Metacriticでは、29のレビューに基づき59/100の賛否両論または平均的な評価だったことを示している。シカゴ・サンタイムズの映画評論家ロジャー・エバートは、4つ星中3つ星を与え「これは今だから楽しめる映画であり、だから我々は楽しむために今見なければならない（This is a movie that exists in the instant, and we must exist in the instant to enjoy it.）」と述べた。ニューヨーク・タイムズのスティーブン・ホールデンは映画の複雑なプロットについて次のように語った。「ストーリーは質の高い個々のシーンで構成されているわけではないが、それがどうした？テレビシリーズの評価だってSFチックな人気ギミックがサスペンス性を維持していれば問題がなかった」。USAトゥデイのマイク・クラークは、4つ星中3つ星を与え「スタイリッシュでスピーディだが、魅力的なキャストの割に人間的な側面は貧弱であった。たとえ策謀が見事だったとしても（これを肯定的に取るか否定的に取るかは人それぞれだが）」と述べた。
一方で、ハル・ヒンソンはワシントン・ポストの評論で「本作には中身のないスリルと、いくらかのサスペンスがある。しかし、私たちが映画に求めているのは、独自的な部分や鮮やかな会話、話の段階ごとの盛り上がり、あるいは登場人物たちの在り方である。本作にはそれがない。」。タイムのリチャード・シッケルは、「スパイ大作戦とは、論理的なプロットによってイベントや登場人物たちをリンクさせ、重大な危機を解決するという風に認識されている作品であるが、本作にはそれがない（タイトル以外に、テーマソングや自己破壊される指令テープなどの引用はあるが、オリジナルシリーズとはほとんど無関係である）。」。オーケン・グライバーマンはエンターテインメント・ウィークリーに「B」の評価を与えて、「問題はプロットが複雑すぎるということではなく、それぞれのディティールにまったく同じような不満がある。魅力的な部分はあるが、依然として無機質で、会話よりアクションを詰め込み、物理学講義ような難解さ、故意に入り組んだ本作は観客の想像力を掻き立てるのではなくただ注意を引くだけだ。」。

### 受賞歴
| 団体                                        | カテゴリー                                                     | 受賞者                                                                                 | 結果       |
| ------------------------------------------- | -------------------------------------------------------------- | -------------------------------------------------------------------------------------- | ---------- |
| Awards Circuit Community Awards             | 編集賞                                                         | ポール・ハーシュ                                                                       | ノミネート |
| Awards Circuit Community Awards             | 音楽賞                                                         | Rob Bartlett クリストファー・ボイズ Shawn Murphy ゲイリー・ライドストロム Tom Bellfort | ノミネート |
| Awards Circuit Community Awards             | 視覚効果賞                                                     | Andrew Eio ジョン・ノール ジョー・レッテリ George Murphy                               | ノミネート |
| 日本アカデミー賞                            | 最優秀外国作品賞                                               | N/A                                                                                    | ノミネート |
| BMI Film & TV Awards                        | BMI映画音楽賞                                                  | ダニー・エルフマン                                                                     | 受賞       |
| ゴールデンラズベリー賞                      | ジョー・エスターハス記念/興行収入1億ドル以上作品限定最低脚本賞 | デヴィッド・コープ スティーヴン・ザイリアン ロバート・タウン                           | ノミネート |
| Golden Screen Awards                        | N/A                                                            | N/A                                                                                    | 受賞       |
| MTVムービー・アワード                       | 最優秀アクション・シーン                                       | 列車とヘリのチェイスシーン                                                             | ノミネート |
| MTV Video Music Awards                      | Best Video from a Film "スパイ大作戦のテーマ"                  | アダム・クレイトン & ラリー・マレン・ジュニア                                          | ノミネート |
| キッズ・チョイス・アワード                  | フェイバリット映画男優賞                                       | トム・クルーズ                                                                         | ノミネート |
| Online Film & Television Association Awards | Best Adapted Song "スパイ大作戦のテーマ"                       | アダム・クレイトン ラリー・マレン・ジュニア ラロ・シフリン                             | ノミネート |
| Online Film & Television Association Awards | Best Sound Mixing                                              | Ron Bartlett クリストファー・ボイズ Shawn Murphy ゲイリー・ライドストロム              | ノミネート |
| Online Film & Television Association Awards | Best Sound Effects Editing                                     | Tom Bellfort & クリストファー・ボイズ                                                  | ノミネート |
| Online Film & Television Association Awards | Best Visual Effects                                            | Andrew Eio ジョン・ノール ジョー・レッテリ George Murphy                               | ノミネート |
| Producers Guild of America Awards           | Most Promising Producer in Theatrical Motion Pictures          | トム・クルーズ & ポーラ・ワグナー                                                      | 受賞       |
| サテライト賞                                | 編集賞                                                         | ポール・ハーシュ                                                                       | ノミネート |
| サターン賞                                  | アクション/アドベンチャー映画                                  | N/A                                                                                    | ノミネート |

## 地上波テレビ放映履歴
| 回数 | 放送日         | 放送時間    | 放送分数 | 放送局     | 番組枠             | 吹替         | 平均世帯 視聴率 | 備考       | 出典   |
| ---- | -------------- | ----------- | -------- | ---------- | ------------------ | ------------ | --------------- | ---------- | ------ |
| 1    | 1999年10月9日  | 21:00-23:09 | 129分    | フジテレビ | ゴールデン洋画劇場 | フジテレビ版 | 17.0%           |            |        |
| 2    | 2002年1月18日  | 21:03-23:26 | 143分    | 日本テレビ | 金曜ロードショー   | フジテレビ版 | 18.4%           |            |        |
| 3    | 2003年3月16日  | 21:00-22:54 | 114分    | テレビ朝日 | 日曜洋画劇場       | テレビ朝日版 | 17.2%           |            | [ 20 ] |
| 4    | 2004年11月14日 | 21:00-22:54 | 114分    | テレビ朝日 | 日曜洋画劇場       | テレビ朝日版 | 17.5%           |            | [ 21 ] |
| 5    | 2006年7月22日  | 21:00-22:54 | 114分    | フジテレビ | 土曜プレミアム     | フジテレビ版 | 16.6%           |            | [ 22 ] |
| 6    | 2008年11月15日 | 21:00-23:10 | 130分    | フジテレビ | 土曜プレミアム     | フジテレビ版 | 15.2%           |            | [ 23 ] |
| 7    | 2011年12月18日 | 21:00-23:10 | 130分    | テレビ朝日 | 日曜洋画劇場       | テレビ朝日版 | 13.7%           | [ 注釈 5 ] | [ 24 ] |
| 8    | 2012年12月21日 | 21:00-22:54 | 114分    | 日本テレビ | 金曜ロードSHOW!    | テレビ朝日版 | 9.2%            |            | [ 25 ] |
| 9    | 2014年12月29日 | 1:40-3:50   | 130分    | テレビ朝日 | 朝まで洋画劇場     | テレビ朝日版 |                 | [ 注釈 6 ] | [ 26 ] |
| 10   | 2017年6月20日  | 13:35-15:40 | 125分    | テレビ東京 | 午後のロードショー | テレビ朝日版 |                 | [ 注釈 7 ] | [ 27 ] |
| 11   | 2019年12月27日 | 13:20-15:40 | 140分    | テレビ東京 | 午後のロードショー | テレビ朝日版 | 2.5%            |            | [ 28 ] |
| 12   | 2024年6月7日   | 21:00-23:09 | 129分    | 日本テレビ | 金曜ロードショー   | テレビ朝日版 | 7.4%            | [ 注釈 8 ] | [ 29 ] |
| 13   | 2025年6月4日   | 13:20-15:40 | 140分    | テレビ東京 | 午後のロードショー | ソフト版     | %               |            |        |

- 関東地区のみ記載。
- 視聴率はビデオリサーチ調べ。関東地区でのデータ。